# 光視症
光視症（こうししょう）とは、眼に光が当たっていないにもかかわらず、光を感じる症状。

## 原因
いくつか原因はあるがその原因の一つとして、眼球の中にある硝子体が、網膜を牽引することによって引き起こされるものがある。飛蚊症や網膜剥離と関連がある。